# Áldott jó nyomozó
Az Áldott jó nyomozó (eredeti cím: Raines) amerikai televíziós sorozat, amit Graham Yost készített. A történet egy detektívrajongóból avanzsált nyomozóról szól, akit Jeff Goldblum alakít. Mellette a főbb szerepeket Matt Craven, Nicole Sullivan, Linda Park és Dov Davidoff játszotta.
A sorozatot az Amerikai Egyesült Államokban az NBC adta 2007. március 15. és április 27. között. Magyarországon a TV2 mutatta be 2008. március 10-én.

## Történet
Michael Raines gyerekkorában a detektívregények megszállottja volt. Bár elhatározta, hogy felnőve híres író lesz, végül a nyomozói hivatás mellett döntött.

## Szereplők
| Szereplő          | Színész         | Magyar hang         |
| ----------------- | --------------- | ------------------- |
| Michael Raines    | Jeff Goldblum   | Kőszegi Ákos        |
| Daniel Lewis      | Matt Craven     | Barabás Kiss Zoltán |
| Carolyn Crumley   | Nicole Sullivan | Böhm Anita          |
| Michelle Lance    | Linda Park      | Sági Tímea          |
| Remi Boyer        | Dov Davidoff    | Bognár Zsolt        |
| Charlie Lincoln   | Malik Yoba      | Stern Dániel        |
| Dr. Samantha Kohl | Madeline Stowe  | Kiss Virág          |

## Epizódok
| Sor. | Év. | Cím                  | Rendező               | Író             | Premier                             | Nézettség   |
| ---- | --- | -------------------- | --------------------- | --------------- | ----------------------------------- | ----------- |
| 1.   | 1.  | Pilot                | Frank Darabont        | Graham Yost     | 2007. március 15. 2008. március 10. | 10,5 millió |
| 2.   | 2.  | Meet Juan Doe        | Frederick King Keller | Graham Yost     | 2007. március 22. 2008. március 17. | 8,7 millió  |
| 3.   | 3.  | Reconstructing Alice | Peter Werner          | Fred Golan      | 2007. március 30. 2008. március 24. | 7 millió    |
| 4.   | 4.  | Stone Dead           | Félix Enríquez Alcalá | Bruce Rasmussen | 2007. április 6. 2008. március 31.  | 6,7 millió  |
| 5.   | 5.  | 5th Step             | Paul Michael Glaser   | Taylor Elmore   | 2007. április 13. 2008. április 7.  | 6,4 millió  |
| 6.   | 6.  | Inner Child          | Félix Enríquez Alcalá | Josh Singer     | 2007. április 20. 2008. április 14. | 5,9 millió  |
| 7.   | 7.  | Closure              | Guy Ferland           | David Andron    | 2007. április 27. 2008. április 21. | 5,6 millió  |